# Virginia Grant
Virginia Gooderham Grant (Toronto, 9 agosto 1937 – 24 ottobre 2017) è stata una nuotatrice canadese.
Specializzata nello stile libero, ha partecipato ai Giochi di Melbourne 1956, gareggiando nei 100m sl e nella Staffetta 4x100m sl.
Ai Giochi panamericani del 1955, ha vinto 2 argenti, rispettivamente nella Staffetta 4x100m sl e nella Staffetta 4x100 mista.